# A Hyperactive Workout for the Flying Squad
A Hyperactive Workout for the Flying Squad è il settimo album in studio del gruppo musicale britannico Ocean Colour Scene, pubblicato nel 2005.

## Tracce
Tutte le tracce sono state scritte da Simon Fowler, Steve Cradock e Oscar Harrison, eccetto dove indicato.

1. Everything Comes at the Right Time
2. Free My Name
3. Wah Wah (George Harrison)
4. Drive Away
5. I Love You
6. This Day Should Last Forever
7. Move Things Over
8. Waving Not Drowning
9. God's World
10. Another Time to Stay
11. Have You Got the Right
12. Start of the Day (Anthony & Chris Griffiths)
13. My Time (Keith Anderson)